# Милеви скали
Вижте пояснителната страница за други значения на Милеви скали.
Милеви скали е връх в рида Алабак в Западните Родопи. Представлява скалист връх, издигащ се на 1593.5 m н.в.

## География
През него преминава вододелната линия между водосборите на реките Чепинска и Яденица. Връх Милеви скали е изграден от метаморфни скали. Почвената покривка около върха е изградена от ненаситени кафяви планинско-горски почви, част от западнородопската провинция на балканско-средиземноморската почвена подобласт на средиземноморската почвена област. Растителността спада към родопски флористичен район. В геоботаническо отношение спада към родопския окръг на западнорилския район. Характерна е иглолистната растителност, която с понижаване на надморската височина преминава в смесена и широколистна, представена главно от бук. Животинският свят е характерен за рило-родопския район на евросибирската територия. Главни представители са дива свиня, вълк, лисица.

## История
Върхът е известен със сражението от 4 септември 1944 г. между правителствените сили и партизанска бригада „Чепинец“ и партизански отряд „Ангел Кънчев“. В памет на загиналите партизани е издигнат паметник, а до него е разположена мемориална плоча с имената на загиналите. През 1968 г. местността е обявена за исторически паметник на културата с национално значение.

## Защитени територии
Около върха на площ от 115,1 ха е разположена защитена местност „Милеви скали“, с цел опазване на обзорен връх, живописни скали и букови гори.
По-голямата част от рида Алабак, включително и връх Милеви скали, са разположени в защитена зона Яденица, част от екологичната мрежа на Европейския съюз Натура 2000 по Директивата за опазване на природните местообитания и на дивата флора и фауна.

## Маршрути
В близост до върха се намира неработещата хижа „Милеви скали“. До връх Милеви скали се стига по няколко маршрута:
- от хижа „Равно боре“ за около 2 часа
- от гара Цепина за около 3 ч.
- от гара Долене за около 4 ч.
- от Варвара за около 5 часа
- от хижа „Кладова“ за около 4,5 часа

Освен по маркираните пътеки, до хижата и върха води 16-километров асфалтиран път от центъра на Семчиново, по който с автомобил се достига за около 30 – 40 минути.